# Notharctus
Genre
Notharctus est un genre fossile de primate qui vivait en Amérique du Nord et en Europe lors de l’Éocène moyen. Le genre est connu par six espèces.

## Liste d'espèces
Selon Paleobiology Database (19 novembre 2014) :
- † Notharctus pugnax ;
- † Notharctus robinsoni ;
- † Notharctus robustior ;
- † Notharctus tenebrosus ;
- † Notharctus venticolus.